# 克日什托夫·普特拉
克日什托夫·普特拉（波蘭語：Krzysztof Putra，1957年7月4日—2010年4月10日），已故波蘭政治人物。

## 簡歷
1975年到1994年，他在波蘭比亞韋斯托克的一家工廠工作，最初是一名工人，1983年起擔任領班。在第 10 屆選舉期間（1989年至1991年），他是下議院團結工會公民委員會的成員。
2001年為波蘭政黨法律與公正的創始人之一，曾任波蘭下議院副議長。
2010年4月10日，在随总统萊赫·卡欽斯基前往俄罗斯参加卡廷惨案70周年纪念活动时，因所乘坐的图-154客机失事而身亡。